# Firmo Ferrer i Casadevall
Firmo Ferrer i Casadevall   (Cadaqués, 4 d'agost de 1921 - Cadaqués, 13 de juny de 2018) fou un cronista de Cadaqués, pescador, operador de cinema i botiguer. Va escriure sobre el municipi i va ser regidor a l'Ajuntament de Cadaqués del 1987 al 1991.
El 1939, amb 17 anys, es va exiliar amb la seva família a França durant la Guerra Civil gràcies al seu pare, mestre d'aixa d'ofici, que fou el president del sindicat CNT a Cadaqués i al seu oncle Manel Ferrer que fou l'alcalde.
Va ser col·laborador de la revista Sol Ixent i l'any 2010 va formar part del grup fundador del Centre d'Estudis Cadaquesencs sent el president fins a la seva mort. És autor de llibres que mostren la història, els costums i el parlar de Cadaqués, com Història d'en Justí (1983), Coses de Cadaqués (1986), Cadaqués des de l'Arxiu (1991), L'Anna dels Rabassers (1996), Topònims de Cadaqués (1999), Contraban a Portlligat (1999) i El general de Cadaqués (2006). Els seus llibres, així com els d'un altre escriptor de Cadaqués, Heribert Gispert, inclouen moltes fotografies de Joan Vehí. Va morir el 13 de juny de 2018, a l'edat de 96 anys.